# The New Cars
The New Cars sono stati un supergruppo rock statunitense.

## Storia
Nel 2005, iniziarono a circolare voci secondo cui Easton e Hawkes avrebbero collaborato con Todd Rundgren in una nuova formazione di Cars, insieme a Todd Rundgren. Le voci si sono rivelate vere, con la formazione rinnovata che si faceva chiamare The New Cars. Due collaboratori regolari di Rundgren, il bassista Kasim Sulton e il batterista Prairie Prince hanno completato la formazione. Davey Robinson, che si era ritirato dall'industria musicale anni prima, fu invitato a unirsi al gruppo ma rifiutò amichevolmente.
Il 20 marzo 2006, i New Cars hanno pubblicato un nuovo singolo originale, "Not Tonight", su Eleven Seven Music. Il 9 maggio 2006 hanno pubblicato un album "It's Alive!", Sempre su Eleven Seven Music. L'album conteneva 18 tracce, composte da 15 registrazioni dal vivo (12 canzoni classiche di Cars, il nuovo singolo "Not Tonight" e 2 canzoni di Todd Rundgren), più 3 nuove tracce originali in studio.

## Formazione
- Elliot Easton – voce
- Todd Rundgren – chitarra
- Greg Hawkes – tastiera
- Kasim Sulton – basso
- Prairie Prince – batteria

## Discografia
Album in studio
- 2006 - It's Alive